# Østenstad
Østenstad är en tätort i Tysværs kommun i Rogaland fylke i sydvästra Norge. Orten ligger där fylkesväg 513 möter fylkesväg 515, vid sidan av Skjoldafjorden.
Tidigare har orten tillhört dåvarande Skjolds kommun.